# رونا موراي
رونا موراي (بالإنجليزية: Rona Murray)‏ (10 فبراير 1924، لندن في المملكة المتحدة - 9 يوليو 2003، فيكتوريا في كندا)؛ كاتِبة وشاعرة كندية. درست في جامعة كولومبيا البريطانية.